# 志都美駅

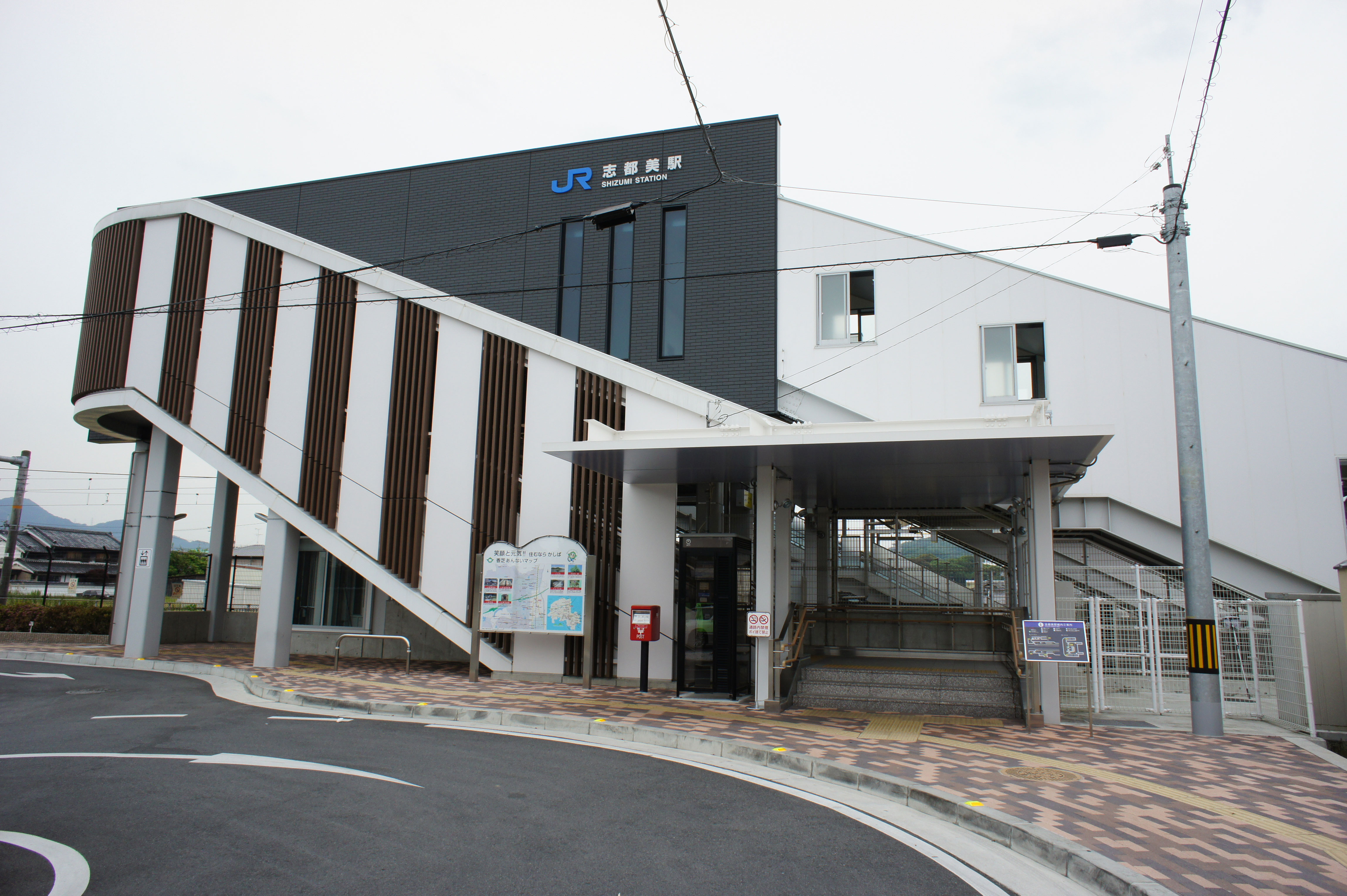
東口（2012年5月）

志都美駅（しずみえき）は、奈良県香芝市上中にある、西日本旅客鉄道（JR西日本）和歌山線の駅である。

## 歴史
- 1940年（昭和15年）2月8日：和歌山線の王寺駅 - 下田駅（現・香芝駅）間に志都美信号場として開設[1]。
- 1949年（昭和24年）7月15日：志都美信号場が廃止[1]。
- 1955年（昭和30年）12月27日：志都美駅が開業[1]。
- 1987年（昭和62年）4月1日：国鉄分割民営化により、西日本旅客鉄道（JR西日本）の駅となる[1]。
- 1999年（平成10年）2月12日：自動改札機を設置し、供用開始[2]。
- 2003年（平成15年）11月1日：ICカード「ICOCA」の利用が可能となる[3]。簡易型自動改札機で対応。
- 2010年（平成22年）12月23日：橋上駅舎が使用開始[4]。
- 2024年（令和6年）8月31日：みどりの窓口の営業を終了[5]。

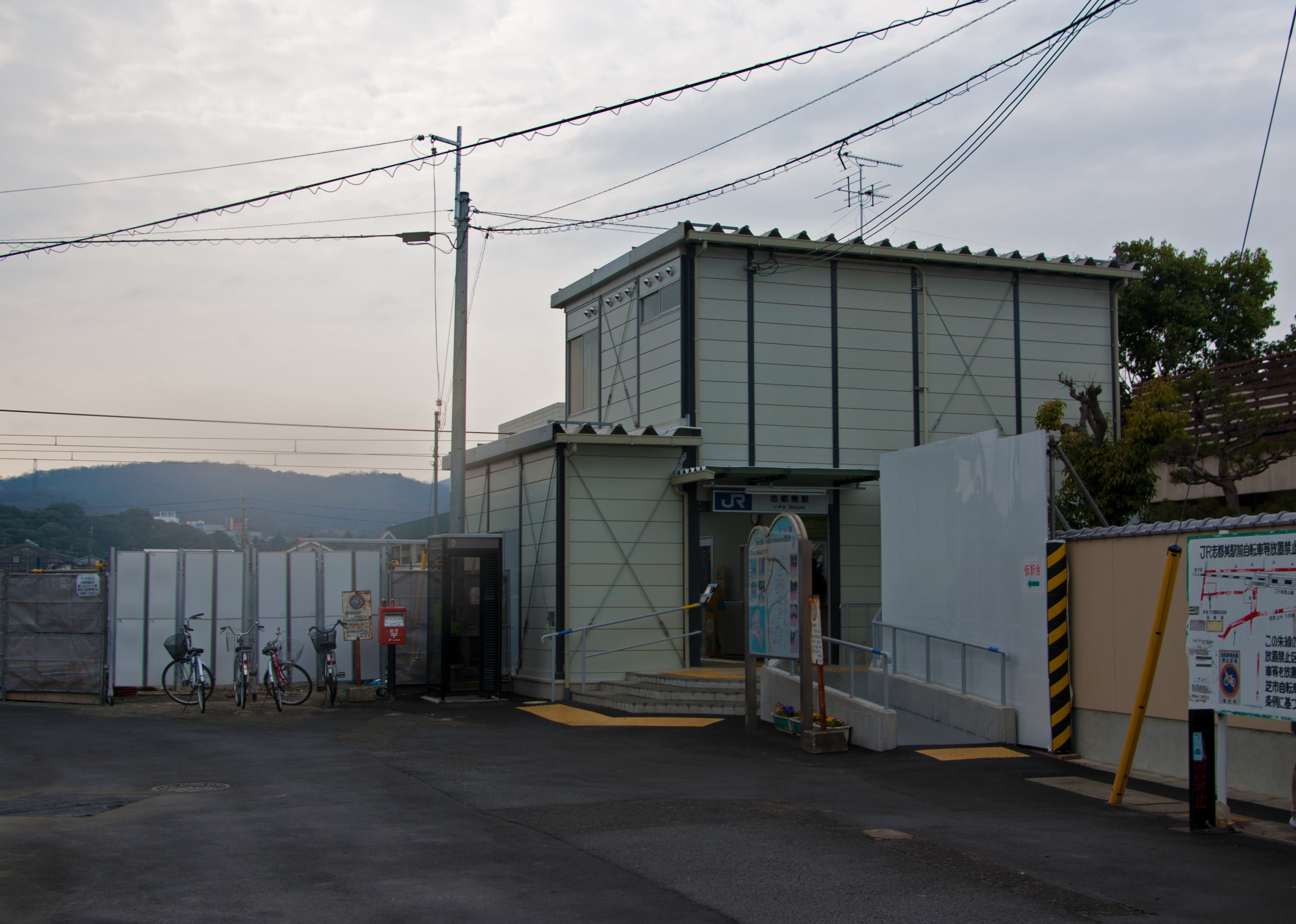
仮駅舎（2010年3月）

## 駅構造
相対式ホーム2面2線を有する地上駅で、橋上駅舎を備える。
駅舎橋上化事業にともない、2010年1月17日から仮駅舎に変更され、同年12月23日に橋上駅舎で営業を開始した。橋上化に伴い、エレベーター・自由通路が設置されたほか、ホームの上屋が増築された。エレベーターは2基ともに構外・構内兼用となっている（扉が2ヶ所あるウォークスルー型であるが、改札内コンコース⇔ホーム間移動は北側のみ、改札外自由通路⇔地上出入口間移動は南側のみがそれぞれ開くようになっている）。
王寺駅が管理し、JR西日本交通サービスが駅業務を受託する業務委託駅である。ICカード乗車券「ICOCA」を利用でき（相互利用可能ICカードはICOCAの項を参照）、自動券売機および簡易式の自動改札機が設置されている。

### のりば
| のりば | 路線     | 方向 | 行先                     |
| ------ | -------- | ---- | ------------------------ |
| 1      | 和歌山線 | 下り | 高田・桜井・五条方面     |
| 2      | 和歌山線 | 上り | 王寺・天王寺・JR難波方面 |

## 利用状況
JR西日本の移動等円滑化取組報告書によれば、2023年（令和5年）度の1日平均乗降人員は3,502人であり、香芝市にあるJRの駅の中では利用者が最多。
「奈良県統計年鑑」によると、1日の平均乗車人員は以下の通りである。
| 年度   | 1日平均 乗車人員 |
| ------ | ---------------- |
| 2001年 | 1,760            |
| 2002年 | 1,744            |
| 2003年 | 1,741            |
| 2004年 | 1,775            |
| 2005年 | 1,778            |
| 2006年 | 1,786            |
| 2007年 | 1,784            |
| 2008年 | 1,804            |
| 2009年 | 1,794            |
| 2010年 | 1,799            |
| 2011年 | 1,828            |
| 2012年 | 1,841            |
| 2013年 | 1,909            |
| 2014年 | 1,864            |
| 2015年 | 1,960            |
| 2016年 | 1,998            |
| 2017年 | 2,028            |
| 2018年 | 1,992            |
| 2019年 | 1,980            |
| 2020年 | 1,605            |

## 駅周辺
- 武烈天皇陵
- 国道168号（駅西口前から志都美駅前線でアクセスが可能）
- ドン・キホーテ 香芝インター店
- オークワ香芝インター店
- 香芝インターチェンジ - 西名阪自動車道
- 志都美神社（JR西日本の駅周辺ガイドマップによると、志都美は「しみず（清水）」が転じた物であるらしい）
- 香芝市立志都美小学校
- 日本郵便 香芝上中簡易郵便局
- 日本郵便 今泉簡易郵便局
- 上牧町役場
- スーパーおくやま 上牧店

## バス路線
香芝市コミュニティバス 白鳳台・旭ケ丘ルート
- 白鳳台西 / 総合福祉センター・近鉄二上駅南
  - 木曜と一部の祝日および年末年始（12月27日 - 翌年1月4日）を除き、1日5往復運行されている。但し、近鉄二上駅南方面は総合福祉センター止となる便が存在する。また、白鳳台西行きは当駅前には停車せず、国道168号上に設置されている香芝インター停留所か上中停留所（何れも当駅より西に約300メートル）を利用することとなる。

香芝市デマンド交通
市内約280か所に設定された乗降場所（官庁関連施設・銀行・郵便局・商業施設・医療施設・駅など）のほか、利用登録者の自宅にも直接向かう。
利用登録済の香芝市民のみ乗車可能。土曜・休日運休。

## 隣の駅
西日本旅客鉄道（JR西日本）
 和歌山線
■快速（大和路線直通）・■普通
畠田駅 - 志都美駅 - 香芝駅